# Georgi Popov
Georgi Popov (bulharskou cyrilicí Георги Попов) (14. července 1944 Plovdiv – 9. března 2024, Plovdiv) byl bulharský fotbalový útočník. 

## Fotbalová kariéra
V bulharské lize hrál za Botev Plovdiv, nastoupil ve 308 ligových utkáních a dal 83 gólů. S týmem vyhrál v roce 1967 bulharskou ligu a v roce 1962 bulharský fotbalový pohár. V Poháru mistrů evropských zemí nastoupil ve 2 utkáních a dal 1 gól, v Poháru vítězů pohárů nastoupil v 6 utkáních a dal 2 góly a ve Veletržním poháru nastoupil ve 4 utkáních a dal 1 gól. Za bulharskou reprezentaci nastoupil v letech 1963–1970 ve 22 utkáních. Byl členem bulharské reprezentace na Mistrovství světa ve fotbale 1970, nastoupil v 2 utkáních. 

## Ligová bilance
| Ročník                                | Zápasy | Góly | Klub           |
| ------------------------------------- | ------ | ---- | -------------- |
| 1. bulharská fotbalová liga 1961/1962 | -      | -    | Botev Plovdiv  |
| 1. bulharská fotbalová liga 1962/1963 | -      | -    | Botev Plovdiv  |
| 1. bulharská fotbalová liga 1963/1964 | -      | -    | Botev Plovdiv  |
| 1. bulharská fotbalová liga 1964/1965 | -      | -    | Botev Plovdiv  |
| 1. bulharská fotbalová liga 1965/1966 | -      | -    | Botev Plovdiv  |
| 1. bulharská fotbalová liga 1966/1967 | -      | 12   | Botev Plovdiv  |
| 1. bulharská fotbalová liga 1967/1968 | -      | -    | Trakia Plovdiv |
| 1. bulharská fotbalová liga 1968/1969 | -      | -    | Trakia Plovdiv |
| 1. bulharská fotbalová liga 1969/1970 | -      | -    | Trakia Plovdiv |
| 1. bulharská fotbalová liga 1970/1971 | -      | -    | Trakia Plovdiv |
| 1. bulharská fotbalová liga 1971/1972 | -      | -    | Trakia Plovdiv |
| 1. bulharská fotbalová liga 1972/1973 | -      | -    | Trakia Plovdiv |
| 1. bulharská fotbalová liga 1973/1974 | -      | -    | Trakia Plovdiv |
| 1. bulharská fotbalová liga 1974/1975 | -      | -    | Trakia Plovdiv |
| CELKEM 1. bulharská fotbalová liga    | 308    | 83   |                |